# In real life (album)
In real life (zapis stylizowany: in real life) – debiutancki album studyjny Bambi pod nakładem Baila Ella Records. Album zadebiutował na 3. miejscu polskiej listy sprzedażowej OLiS, uzyskując później status podwójnej platynowej płyty.

## Lista utworów
Opracowano na podstawie materiału źródłowego.
| 1.  | „intro.mp3”               | 2:54  |
|     |                           |       |
| 2.  | „ZA DUŻO W SZYJE”         | 2:29  |
|     |                           |       |
| 3.  | „MILLIE WALKY"            | 2:14  |
|     |                           |       |
| 4.  | „IRL”                     | 2:31  |
|     |                           |       |
| 5.  | „gulasz (skit)”           | 0:15  |
|     |                           |       |
| 6.  | „NIE OTWIERAJ DRZWI”      | 2:22  |
|     |                           |       |
| 7.  | „HOMECOMING"              | 2:50  |
|     |                           |       |
| 8.  | „DANCE DANCE”             | 3:01  |
|     |                           |       |
| 9.  | „LATAWCE”                 | 2:42  |
|     |                           |       |
| 10. | „VUELO”                   | 3:02  |
|     |                           |       |
| 11. | „Sarka.wav (skit)”        | 0:11  |
|     |                           |       |
| 12. | „BIG BIG GIRL”            | 2:19  |
|     |                           |       |
| 13. | „KARATE KID”              | 1:57  |
|     |                           |       |
| 14. | „DINA AYADA”              | 2:16  |
|     |                           |       |
| 15. | „TIMELAPSE"               | 2:40  |
|     |                           |       |
| 16. | „TO DLA TYCH OSIEDLI”     | 2:39  |
|     |                           |       |
| 17. | „GRAWITACJA”              | 3:05  |
|     |                           |       |
| 18. | „maksiu (skit)”           | 0:12  |
|     |                           |       |
| 19. | „nie zmieni mnie (outro)" | 3:06  |
|     |                           |       |
|     |                           | 42:45 |
|     |                           |       |

## Notowania

### Pozycje na listach tygodniowych
| Kraj   | Lista                    | Najwyższa pozycja |
| ------ | ------------------------ | ----------------- |
| Polska | OLiS – albumy            | 3                 |
| Polska | OLiS – albumy fizyczne   | 4                 |
| Polska | OLiS – albumy w streamie | 3                 |

## Certyfikaty i sprzedaż
| Kraj          | Certyfikat               | Sprzedaż | Data              |
| ------------- | ------------------------ | -------- | ----------------- |
| Polska (ZPAV) | podwójna platynowa płyta | 60 000+  | 23 grudnia 2024   |
| Polska (ZPAV) | platynowa płyta          | 30 000+  | 24 stycznia 2024  |
| Polska (ZPAV) | złota płyta              | 15 000+  | 22 listopada 2023 |